# Хулабаркмахи
Хулабаркмахи (дарг. Хулабаркмахьи) — село Дахадаевского района Дагестана. Входит в Дуакарский сельсовет.

## География
Село находится на высоте 1672 м над уровнем моря. Ближайшие населённые пункты — Гуннамахи, Бутулта, Аяцури, Дуакар, Сумия, Буккамахи, Уцулимахи, Каркаци, Кищамахи, Узралмахи.

## Население
| 1926 | 1939 | 1970 | 1989 | 2002 | 2010 | 2021 |
| ---- | ---- | ---- | ---- | ---- | ---- | ---- |
| 134  | ↘116 | ↗136 | ↘104 | ↗124 | ↘115 | ↘86  |

## Этимология
Название Хулабаркмахьи состоит из трёх даргинских слов: хула — «большая», барк — «терраса» и махьи — «отсёлок». Село является отсёлком Дуакара.